# Achatina achatina

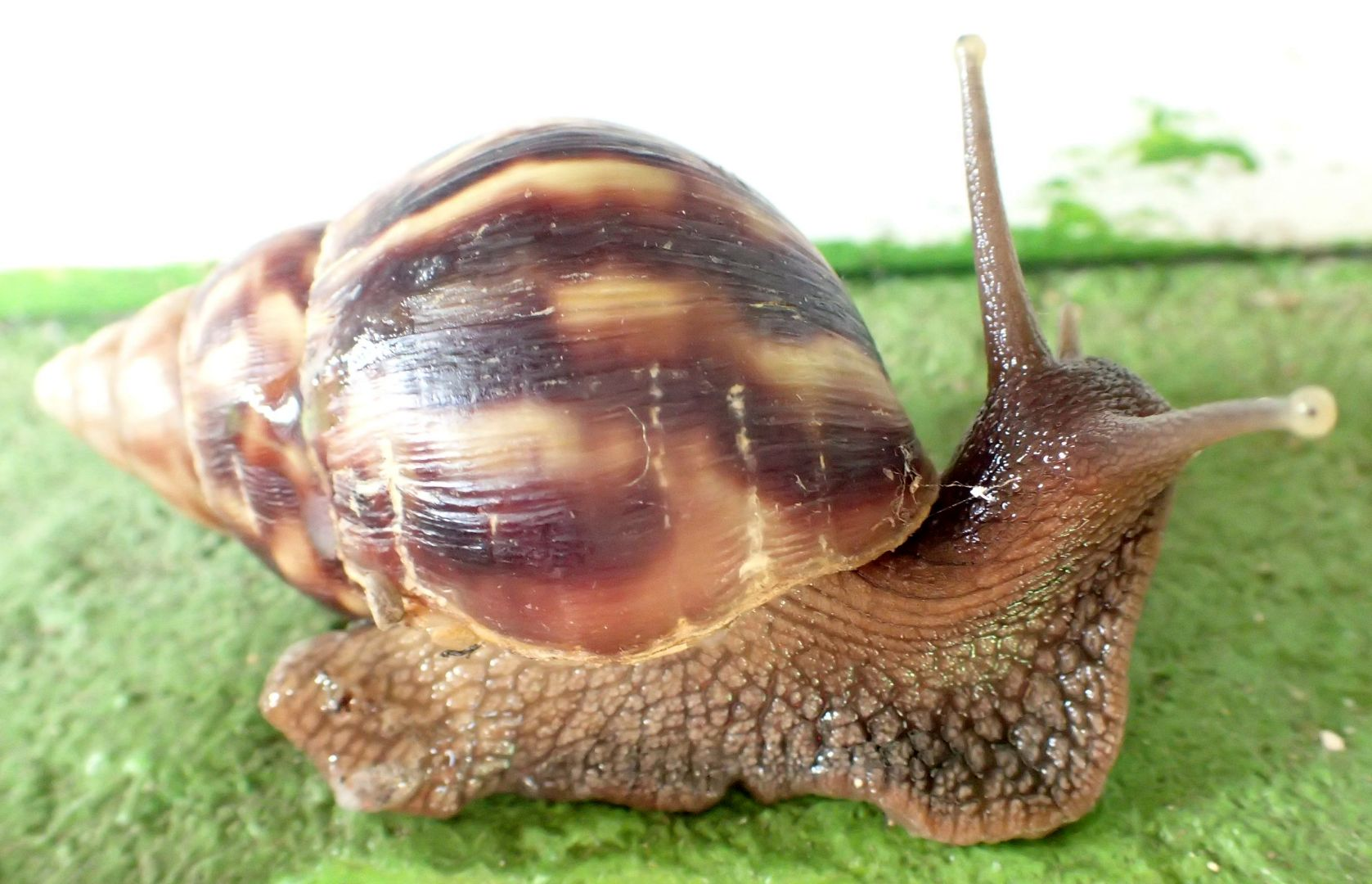

La chiocciola africana gigante (Achatina achatina Linnaeus, 1758), è una chiocciola di origine africana che fa parte della famiglia Achatinidae.

## Descrizione
Achatina achatina è la chiocciola terrestre più grande al mondo; l'esemplare più grande mai documentato, chiamato "Gee Geronimo", era lungo (compreso corpo e guscio) poco più di 39 centimetri, con un guscio di circa 27 centimetri e con un peso complessivo tra i 900 e i 1000 grammi.
Achatina achatina presenta dei caratteri che la rendono mediamente facile da distinguere dalle altre chiocciole del genere Achatina e Archachatina. Innanzitutto, come tutte le Achatina, ha un guscio che termina in maniera abbastanza appuntita, caratteristica che la differenzia in modo netto dalle Archachatina (basta controllare se la "punta" è appuntita o molto smussata). Inoltre anche la grana della pelle risulta più "grezza" e "grossolana" rispetto a quella delle Archachatina. Infine nessuna Archachatina presenta una colorazione troppo simile sia al guscio che al piede della Achatina achatina. Distinguerle dalla forma del guscio è importante, perché altrimenti un occhio non allenato potrebbe confonderle con delle Archachatina. Infatti le Achatina achatina hanno una particolarità unica nel genere Achatina: presentano un solco a forma di "V" sulla parte posteriore del piede (coda), identico a quello che hanno tutte le Archachatina, e che ne caratterizza il genere. Le differenze dalle altre Achatina invece bisogna ricercarle nella colorazione del guscio e della pelle:
- il guscio è particolare, perché la colorazione ricorda il manto di una tigre (infatti viene chiamata tiger-snail, lumaca-tigre). Come una tigre infatti, presenta bande (più o meno larghe) alternate gialle e nere. Il colore giallo può variare dal giallo acceso al marrone chiaro. Nessun'altra chiocciola del genere Achatina presenta delle strisce simili. Esiste una sottospecie che ha il guscio con le strisce nere parzialmente o totalmente inesistenti (Achatina achatina sp. depravata)

- la pelle è caratterizzata dalla colorazione scura. Infatti la pigmentazione più tipica è una base grigia sovrastata da sfumature nere. È un carattere abbastanza variabile nelle tonalità (addirittura degli esemplari presentano una base più o meno rosa/rossa con le sfumature nere sopra) e nella saturazione dei colori (si passa da pelle nero pece a pelle grigia a pelle rossastra). Però tutte le Achatina achatina hanno in comune le sfumature che tendono verso il nero.

## Biologia

### Alimentazione
Sono praticamente onnivore, anche se le varie chiocciole presentano degli spiccati gusti individuali. Infatti, ciò che una chiocciola predilige, non è detto che piaccia a un'altra. Più in generale, la dieta di una achatina deve essere composta principalmente da frutta e verdura e in minima parte da carne e altri alimenti (come i croccantini per cani/gatti o i pellet per pesci e tartarughe). Non tutte le chiocciole accettano la carne (cruda o cotta). La cosa migliore da fare è variare il più possibile il cibo fornito loro, in particolare frutta e verdura, alternandole una volta a settimana con i cibi elencati sopra. Solitamente sono particolarmente graditi cetrioli, zucchine, mele, insalata, radicchio, pomodori e gran parte della frutta. La frutta deve essere fornita ben matura, al contrario verrà probabilmente rifiutata. Sono da evitare prodotti acidi (agrumi) e piccanti (peperoni, peperoncini eccetera). Inoltre, è meglio non somministrare farinacei e alimenti lavorati destinati alla consumazione umana. È indispensabile mettere a disposizione una fonte costante di calcio: le Achatina ne hanno costante bisogno per la crescita e il mantenimento del guscio. Il metodo più utilizzato per questo scopo è basato sull'introduzione nel terrario di uno o più ossi di seppia, che sono composti quasi totalmente da carbonato di calcio, che le chiocciole raschiano tramite la radula e ingeriscono. La radula è una particolare lingua che presenta sulla sua parte superiore alcune centinaia di dentelli cornei. Questi dentelli vengono utilizzati dalla chiocciola per grattare il cibo dalle superfici e portarne alla bocca i frammenti. Poiché tale apparato è soggetto a usura, viene continuamente rinnovato a partire dal fondo della bocca della chiocciola.

### Riproduzione
Sono ermafroditi incompleti, cioè in un solo esemplare sono presenti entrambi i sessi, ma non può autofecondarsi. Quindi perché l'accoppiamento avvenga sono sempre necessari due esemplari che si scambiano lo sperma. Dopo circa 20 giorni dall'accoppiamento i due esemplari deporranno le uova (il tempo per la deposizione può variare molto) in una buca scavata nel substrato e le lasceranno lì a schiudersi. Il numero di uova è molto variabile in base alla grandezza dell'esemplare; si può passare da una cinquantina di uova, a svariate centinaia. Le uova per schiudersi in media ci mettono una ventina di giorni (anche qui il tempo è molto variabile a seconda della temperatura). Una volta schiuse, i piccoli non cominceranno subito a cercare cibo, ma prima mangeranno tutto quello che resta delle uova. Una volta nutritisi delle uova, inizieranno a cercare altro cibo. Non esistono cure parentali in questa specie.

## Distribuzione e habitat
Vive in alcune zone dell'Africa quali: Costa d'Avorio, Ghana, Togo, Benin e Nigeria.

## Allevamento
Le Achatina achatina sono relativamente facili da allevare. I principali parametri da tenere sotto controllo sono umidità e temperatura. Queste chiocciole amano infatti temperature alte, tra i 26 e i 28 °C e un'umidità dell'80-90%. Sotto i 10 °C sopravviene la morte, mentre tra i 10 e i 18 °C la chiocciola cade in letargo, che durerà finché la temperatura e l'umidità non torneranno a valori più alti. In questo periodo, la chiocciola si opercola, cioè crea un opercolo formato da muco incrostato all'entrata del guscio, in maniera da separarsi dall'ambiente circostante. In questo stato le chiocciole possono resistere per svariati mesi (solo se ben nutrite e in forze). Non è consigliato far opercolare le chiocciole non ancora adulte o sufficientemente grandi, potrebbero non superare il letargo. Infine, le Achatina possono superare indenni dei periodi non troppo lunghi a temperature attorno ai 40 °C.
Per motivi sia di clima sia di possibili (e probabili) fughe, dovremmo alloggiarle in un terrario apposito. I migliori in assoluto sono i terrari in vetro con doppia presa d'aria, una in basso su un lato e una sopra, in modo da avere un minimo circolo d'aria che evita troppo ristagno d'acqua e l'asfissia. Il substrato di allevamento dovrà essere profondo abbastanza da permettere alla chiocciola di potersi interrare totalmente (guscio compreso). Date le spiccate abitudini fossorie, dovremmo fornire un substrato morbido e che assorba l'acqua, in modo che rimanga umido ma non bagnato. Inoltre dovrà essere anche a pH neutro in modo da non compromettere la salute della chiocciola (dato che ci passerà sopra o dentro, la maggior parte della sua vita). Uno dei migliori materiali per fare il substrato è la fibra di cocco, sia per consistenza, pH e assorbenza.
Per le Achatina achatina non è importante mettere nel terrario rami o altri appigli per far arrampicare le chiocciole, perché sono molto pigre.